# Parc Tecnològic del Vallès
El Parc Tecnològic del Vallès és una societat immobiliària que gestiona una àrea industrial de Cerdanyola del Vallès on hi ha diferents empreses dedicades a la tecnologia. Cedeix terrenys a empreses per desplegar-hi les seves instal·lacions, lloga el seu recinte a empreses i gestiona serveis de manteniment.

## Història
La societat Parc Tecnològic del Vallès S.A va ser creada el 1987 i és participada per la Generalitat de Catalunya, mitjançant Acció, i el Consorci de la Zona Franca de Barcelona. Abans, el 1983, la Corporació Metropolitana de Barcelona havia iniciat estudis de viabilitat i el 1985 s'havia aprovat el Pla parcial de la zona, expropiant uns terrenys a Cerdanyola del Vallès.
La primera empresa a instal·lar-s'hi fou la Hispano Olivetti l'any 1989, a l'espai actualment ocupat per Laboratorios Lacer. El pacte fundacional preveia la incorporació de les universitats catalanes, centres de recerca, entitats financeres i ajuntaments com a futurs accionistes de la societat. Es volia crear un Silicon Vallès, emulant el famós Silicon Valley de Califòrnia.
El 1990 es va realitzar una ampliació de capital, on van incorporar-se algunes universitats i escoles de negoci catalanes, així com algun ajuntament i alguna entitat financera. Un dubte que es va generar fou si el parc, inicialment de 58 hectàrees, s'havia d'ampliar fins a les 222 hectàrees, ocupant l'espai on 20 anys després es va construir el Sincrotró Alba. Aquest espai ha conformat finalment un parc específic, el Parc de l'Alba, promogut internacionalment com a Barcelona Synchrotron Park. En aquell moment es va decidir no dur a terme l'ampliació, pressupostada en 108 milions d'euros. Es va fer un estudi per determinar que els sectors econòmics més prioritaris eren la microelectrònica, la informàtica, les telecomunicacions, el làser, nous materials, la biotecnologia i la química fina, i es va animar a empreses d'aquests sectors a instal·lar-se.